# Parada de Cala Piteres (TRAM Alicante)
Cala Piteres es una parada del TRAM Metropolitano de Alicante donde presta servicio la línea 1. Está situada en la zona norte del término municipal de Campello.

## Localización y características
Se encuentra ubicada en un paso elevado, junto a las calles Italia y Perleta, desde donde se accede. Dispone de un andén y dos vías. Está junto a las urbanizaciones del norte del municipio y cercana al mar.

## Líneas y conexiones
| << Cabecera | < Estación  | Línea | Estación >   | Cabecera >> |
| ----------- | ----------- | ----- | ------------ | ----------- |
| Luceros     | Coveta Fumà |       | Venta Lanuza | Benidorm    |